# 德意志之歌

曲谱

《德意志之歌》（德語：Das Deutschlandlied，發音：[ˈdɔʏtʃlantˌliːt] ⓘ）或《德意志人之歌》（Das Lied der Deutschen）是德國現行國歌，也常以首句歌詞「德意志勝過一切」稱呼，但事實上從未以此為正式曲名。此曲為古典音樂家海頓於1797年所作，後正式定為奥地利帝國國歌《帝皇頌》。德國版歌詞則為自由主義詩人奥古斯特·海因里希·霍夫曼·冯·法勒斯莱本教授（1798年—1874年）作於1841年8月26日晚。
1922年，此曲全部歌詞被魏玛共和国第一任总统弗里德里希·艾伯特首次定為德國國歌。在納粹德國統治時期，第一段特別受重視。第二次世界大戰後的1952年，在联邦总统特奥多尔·豪斯和联邦总理阿登纳之间的一次通信中，西德政府定此曲為國歌，但除了第三段歌詞統一、正义和自由（Einigkeit und Recht und Freiheit）以外，其餘幾段歌詞可能引起爭議，不予採用為官方版歌詞。二戰後同一時期，德意志民主共和國（東德）的國歌是《从废墟中崛起》。
1990年德國統一，只有第三組歌詞「統一、正义和自由」確認為統一的共和國國歌。1991年8月19日，联邦总统魏茨泽克和联邦总理科尔在通信中确认了“德意志之歌”对统一德国的传统意义。“德意志之歌”遂正式經確認為統一後德國的聯邦國歌。

## 法治國
在德国历史上的前三月，当德意志个別分裂的邦国逐渐退出历史舞台的时候，自由派反对党呼吁统一所有德意志的邦国（参见德意志帝国），倡导民族自立，政治自由。所以法治國、自由、手足情（Brüderlichkeit）及自由、平等、博爱都是歌曲的主要中心思想。

## 歌詞
所有歌词均由霍夫曼·冯·法勒斯莱本所作，目前德国国歌选取第三段作为官方唱词。

## 历史背景
当法国大革命发生时，神圣罗马帝国日趋衰弱。接踵而来的拿破仑战争更是改变了中欧的政治版图。甚至在德意志解放战争前，恩斯特·莫里茨·阿尔恩特写下了著名诗歌《什么是德意志祖国？》。在1815年拿破仑被击败后，渴望人权、民主、自由和共和政体的思想被维也纳会议所击败，会议复辟了许多專制君主。1819年，卡尔斯巴德决议后，奥地利首相梅特涅加强了秘密警察对大学校园的监控，反对国内进行政治改革并镇压民族主义及自由主义情绪。
1815年德意志邦联建立，由35个德意志邦国和4个自由市组成。各个成员国保持主权独立，随后邦国又纷纷加入德意志关税同盟以促进贸易往来。然而在政治上，仍然存在着所谓德国问题，即“什么是德国？”。
1848年3月德意志各邦人民起义后，普鲁士首开先河召开立宪会议，东普鲁士加入邦联。随后德意志代表于美茵河畔法兰克福召开国民议会，希望预备一份宪法。但由于普鲁士、奥地利最大两邦因私利考虑联合将议会破坏，并最终掀起普奥战争。

## 作者
霍夫曼在这一背景下的1841年创作了诗词，配合海顿的旋律发表。歌词首句（德意志、德意志，高于一切，高于世间的一切）正是希望德意志地區各個諸侯能够让权建立一个统一的德国，而非仅着眼于自己的独立小邦。第三段歌词的（统一、法制与自由）也是霍夫曼希望能够建立一个全新的法治国家，而非君主专权。
在《德意志之歌》写成后的第二年，霍夫曼因创作这首歌曲和其他革命性作品而失去了他在普鲁士布雷斯劳的教授工作。

## 地理

1841年德意志邦联及歌词中的四个水体，如今均不在德国境内

当歌词写就时，实际上并不存在一个德意志国家而仅有一个邦联。它包含了一些非德语使用者的地区（如波希米亞和上西里西亞），但却也排除了許多別的德语区（如阿爾薩斯-洛林、東普魯士、南石勒蘇益格）。霍夫曼研究日耳曼文学和传说，根据他在语言学上对德国的定义，他描述了一个当时德语区的大致区域。19世纪的民族主义者也通常是根据语言使用者的分布情况来决定他们企盼的民族国家疆界。